# Reydon
Reydon – wieś i civil parish w Anglii, w hrabstwie Suffolk, w dystrykcie East Suffolk. Leży 47 km na północny wschód od miasta Ipswich i 154 km na północny wschód od Londynu. W 2011 roku civil parish liczyła 2582 mieszkańców. Reydon jest wspomniana w Domesday Book (1086) jako Rienduna.